# Montserrat Salgado Romero
Montserrat Salgado Romero (Badalona, 1963) és una empresària i administrativa catalana que va ser regidora de Cultura i Ciutadania de l'Ajuntament de Badalona entre 2011 i 2015 durant el govern de l'alcalde Xavier Garcia Albiol (PP).
Ha estudiat Ciències Econòmiques i professionalment s'ha dedicat a tasques administratives, comercials i organitzaves; també va ser sòcia d'una empresa immobiliària.
El 2011 va entrar com a independent a les llistes electorals municipals del Partit Popular de Badalona en la posició número 10, i va ser resultar elegida per primera vegada com a regidora a l'ajuntament. En la constitució del govern, se la va nomenar regidora de Cultura i Ciutadania, sense experiència en aquest sector i sense haver estat vinculada mai a cap entitat cultural ciutadana. Durant l'exercici del seu càrrec va optar per continuar amb el que s'havia estat fins aleshores a la ciutat, però afegint el condicionant de l'austeritat i buscant promocionar molt més la cultura local.
A final de mandat va ser part d'una polèmica, quan va ser destituïda la gerent de l'empresa Badalona Cultura, Naomi Daniel,de forma fulminant. Des del govern s'adduí que va ser perquè es volia nomenar algú relacionat amb els àmbits de gent gran i dona, que es volien potenciar al final del mandat, però els comentaris que corrien per l'Ajuntament és que existia una relació tensa entre Daniel i Salgado.
Tot i que Garcia Albiol va conservar pràcticament tots els regidors del seu mandat, a les següents eleccions no va ser inclosa en les llistes electorals del PP.